# Legnotomyia persica
Legnotomyia persica är en tvåvingeart som beskrevs av Paramonov 1933. Legnotomyia persica ingår i släktet Legnotomyia och familjen svävflugor. Inga underarter finns listade i Catalogue of Life.